# رود خاراآ
رود خاراآ (به لاتین: Kharaa River) یک رود در مغولستان است که در استان سلنگ واقع شده‌است.